# 費馬恩海峽

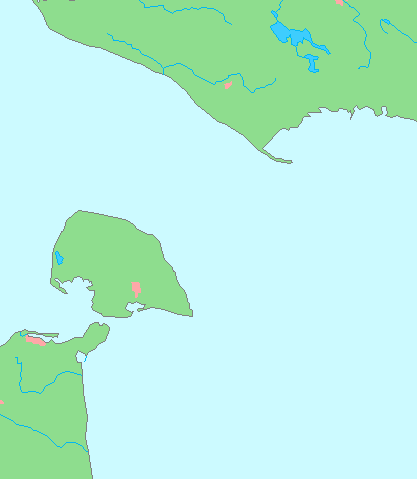
非曼海峽

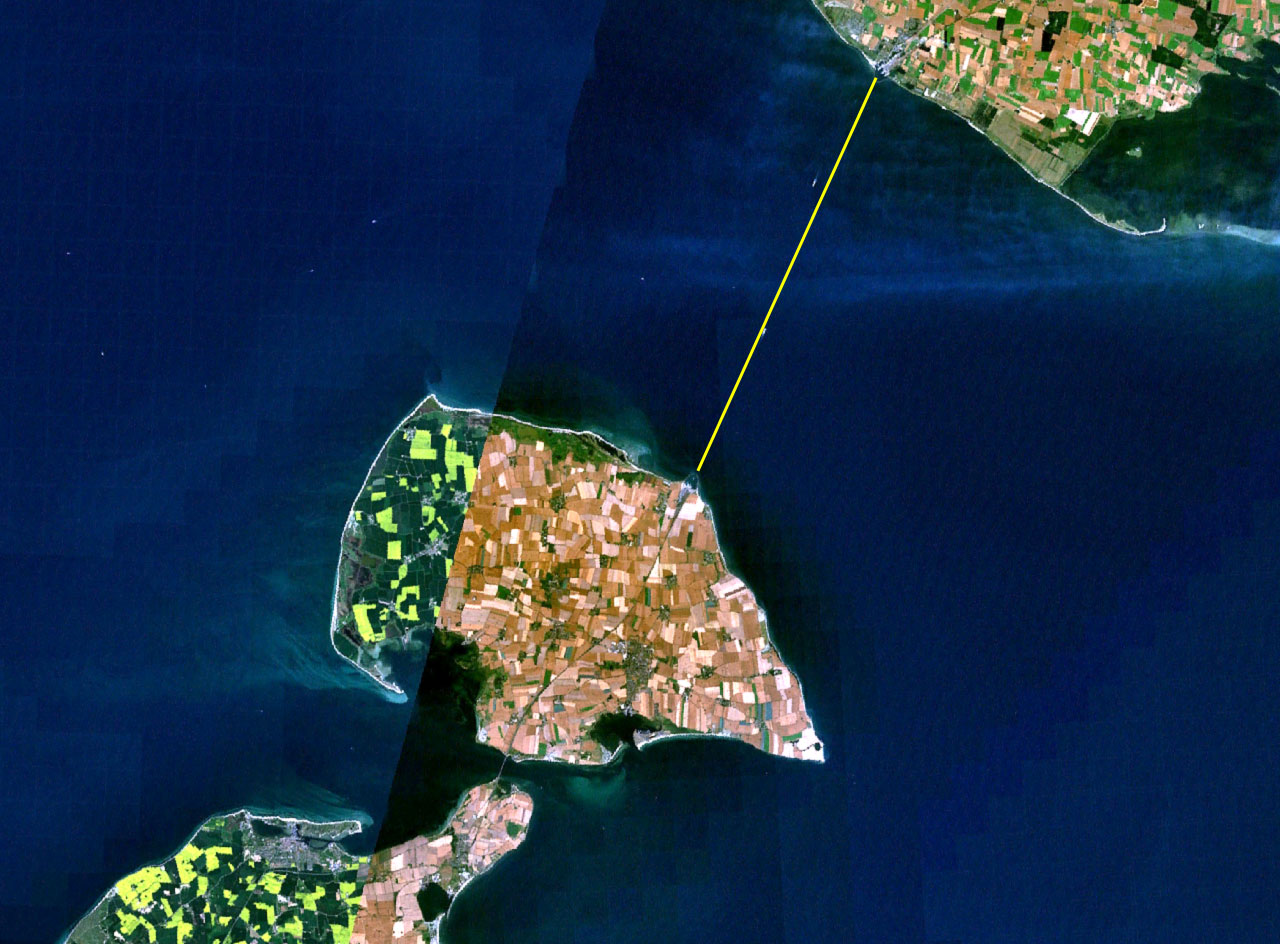
非曼海峽

费马恩海峽（英语：Fehmarn Belt）是波羅的海西部的海峽，連接基爾灣和梅克倫堡灣，北面是丹麥洛蘭島，南面是德國费马恩，長25公里、寬18.6公里，最大水深30米。

## 另外参考
- 费马恩海峡隧道

54°34′N 11°17′E / 54.567°N 11.283°E